# Кузяево (Петушинский район)
Кузяево — деревня в Петушинском районе Владимирской области России, входит в состав Петушинского сельского поселения.

## География
Деревня расположена в 27 км на север от райцентра города Петушки.

## История
В конце XIX — начале XX века деревня входила в состав Короваевской волости Покровского уезда. В 1859 году в деревне числилось 33 дворов, в 1905 году — 28 дворов.
С 1929 года деревня входила в состав Воспушкинского сельсовета Петушинского района, с 2005 года — в составе Петушинского сельского поселения.

## Население
| 1859 | 1905 |
| ---- | ---- |
| 147  | 187  |

| 1859 | 1905 | 1926 | 2002 | 2010 | 2021 |
| ---- | ---- | ---- | ---- | ---- | ---- |
| 147  | ↗187 | ↘109 | ↘4   | ↘1   | ↘0   |